# LWL-Archäologie für Westfalen

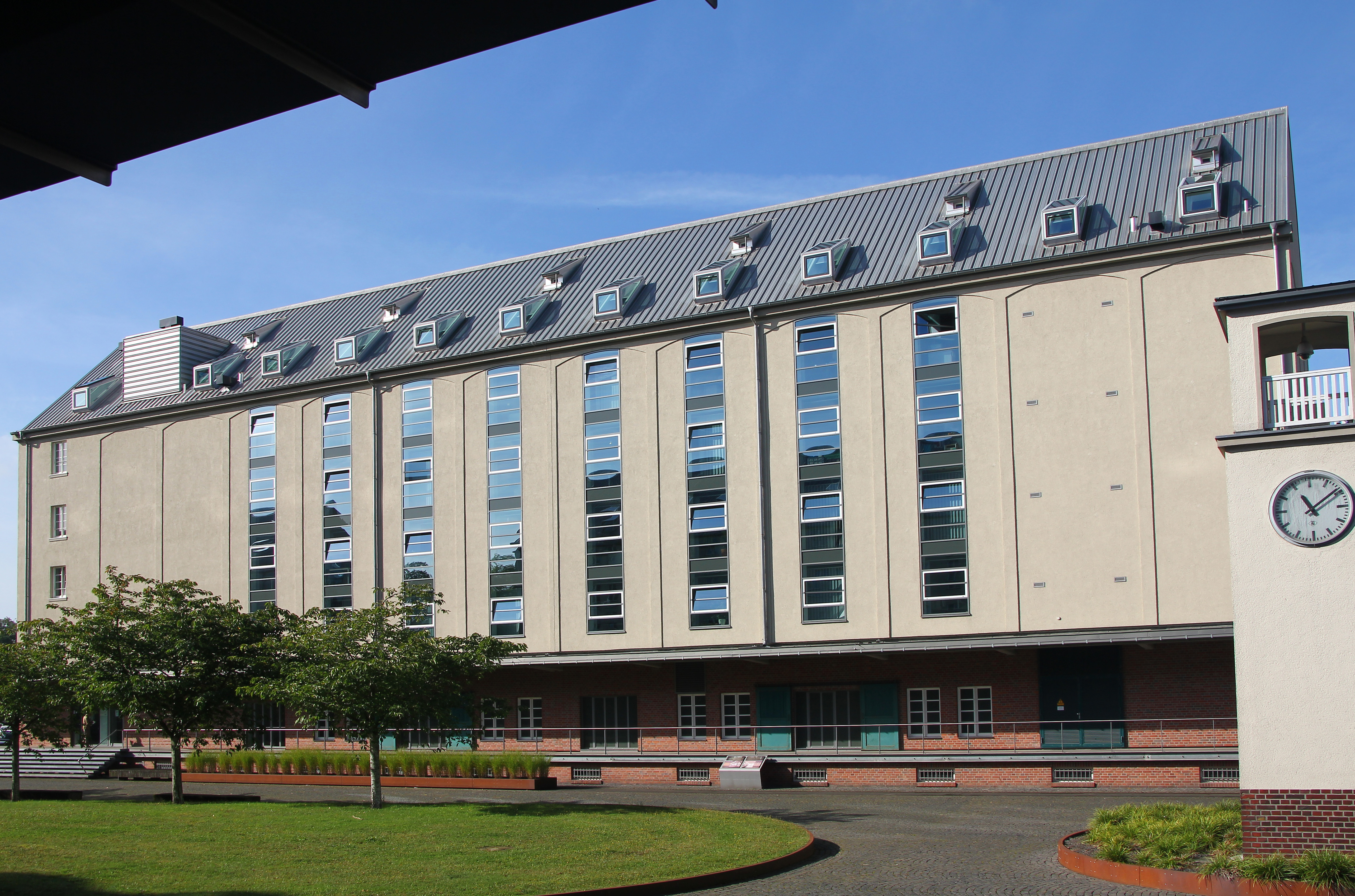
Zentrale in der Speicherstadt Münster

Die LWL-Archäologie für Westfalen mit Hauptsitz in Münster ist eine Dienststelle des Landschaftsverbandes Westfalen-Lippe (LWL).
Die LWL-Archäologie erforscht, dokumentiert und erhält auf Grundlage des Denkmalschutzgesetzes von Nordrhein-Westfalen die archäologischen und paläontologischen Denkmäler in Westfalen-Lippe und präsentiert ihre Erkenntnisse in Ausstellungen und Sammlungen der Öffentlichkeit. Als Fachamt ist es nicht in die Ämterhierarchie der Denkmalschutz-Behörden eingebunden, sondern unterstützt diese als unabhängige Einrichtung.
Sie ist gegliedert in:
- Archäologie mit Außenstellen in Bielefeld, Münster und Olpe sowie der LWL-Stadtarchäologie Paderborn
- LWL-Museum für Archäologie in Herne
- LWL-Römermuseum in Haltern am See
- Museum in der Kaiserpfalz in Paderborn

## Publikationen
- Archäologie in Westfalen-Lippe online in Propylaeum e-Journals
- Ausgrabungen und Funde in Westfalen-Lippe online in Propylaeum e-Journals